# Famille de Ligniville
La famille de Ligniville est une famille noble d’extraction chevaleresque, originaire de Lorraine. Elle faisait jadis partie des quatre « grands chevaux de Lorraine », et figure toujours parmi les familles nobles subsistantes,. Ses membres ont occupé des fonctions civiles, militaires et ecclésiastiques, au sein du  duché de Lorraine, du royaume de France et du  Saint-Empire.

## Histoire
La famille de Ligniville est originaire de Lorraine, et plus précisément de Rosières-aux-Salines, dans l’actuel département de Meurthe-et-Moselle, qu’elle possède jusqu’au milieu du XIIIe siècle, avant d’en faire cession au duc Ferry III de Lorraine. C’est à cette époque que cette famille adopte le patronyme Ligniville, en référence à la seigneurie éponyme, aujourd’hui Lignéville, qu'elle possède jusqu’à la Révolution.  
Le premier membre connu de la famille est Théodoric de Rozières (mi XIIIe siècle), seigneur dudit lieu.

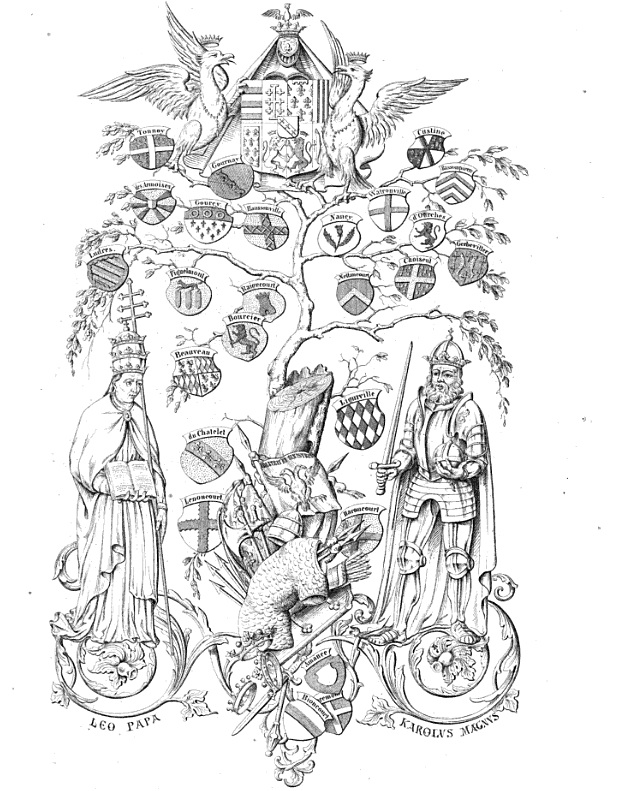
L'ancienne chevalerie lorraine, par J. Canyon (1850). Le blason des Ligniville figure à la droite du tronc

Les membres de cette famille siégent aux États de Nancy, en tant que pairs primitifs de Lorraine.
L'appartenance héréditaire de ses membres au ban ducal de Lorraine. En effet, en tant que Chevaux de Lorraine, les Ligniville siègent héréditairement dans ce tribunal souverain, alors considéré comme la plus haute magistrature du duché.
Cette famille a été reçu aux honneurs de la Cour. Elle a reçu le titre de comte du Saint-Empire. Certains de ses membres ont été reçu dans l'ordre du Croissant, ou dans les ordres royaux de Saint-Michel, et du Saint-Esprit, ou encore, à l’époque contemporaine dans l’ordre national de la Légion d’honneur.

## Personnalités
- Anne-Marguerite de Ligniville (1686-1722), princesse de Beauvau, maîtresse du duc Léopold Ier de Lorraine,
- Anne-Catherine de Ligniville (1722-1800), salonnière,
- René Charles Élisabeth de Ligniville (1760-1813), colonel du  régiment de Condé lorsque éclata la Révolution française, il est d'opinion républicaine, maréchal de camp en 1792, général de division en 1796, député, inspecteur des haras, baron de l'Empire en 1809,
- Pierre Joseph de Ligniville (1782-1840), maréchal de camp en 1825.

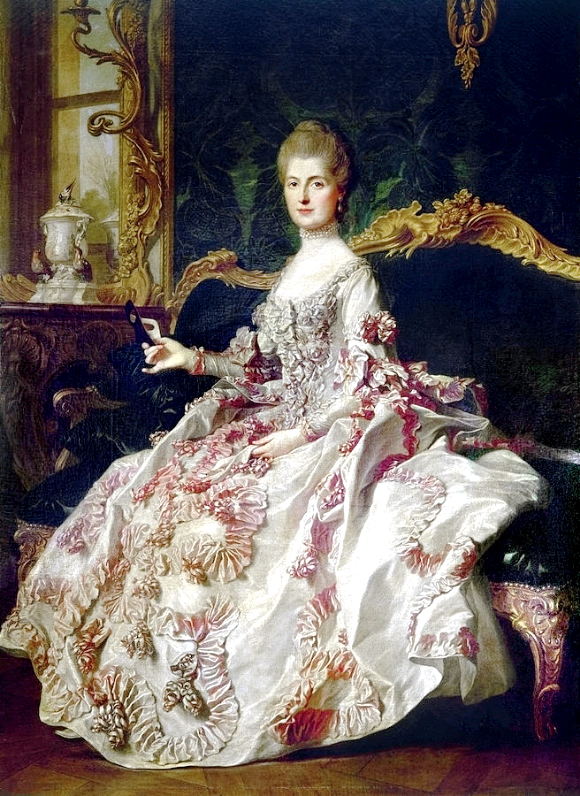
Anne-Catherine de Ligniville, épouse Helvétius

## Alliances
Les principales alliances de la famille de Ligniville sont : Lorraine, du Châtelet, de Custine, et de Lenoncourt, ainsi qu'aux puissantes familles de Houécourt, de Beauvau et de La Baume-Montrevel, de Corbeton, de Gournay, de Gourcy, d'Anglure, d'Haussonville etc.

## Armes & devise
- Armes  : Losangé d'or et de sable.[2]
- Devise : « Justitia et armis »[2]

## Généalogie
Arbre généalogique de la famille de Ligniville :

## Postérité
- Le nom de René Charles Élisabeth de Ligniville est inscrit sous l'arc de triomphe de l'Étoile : 5e colonne, LIGNEVILLE.

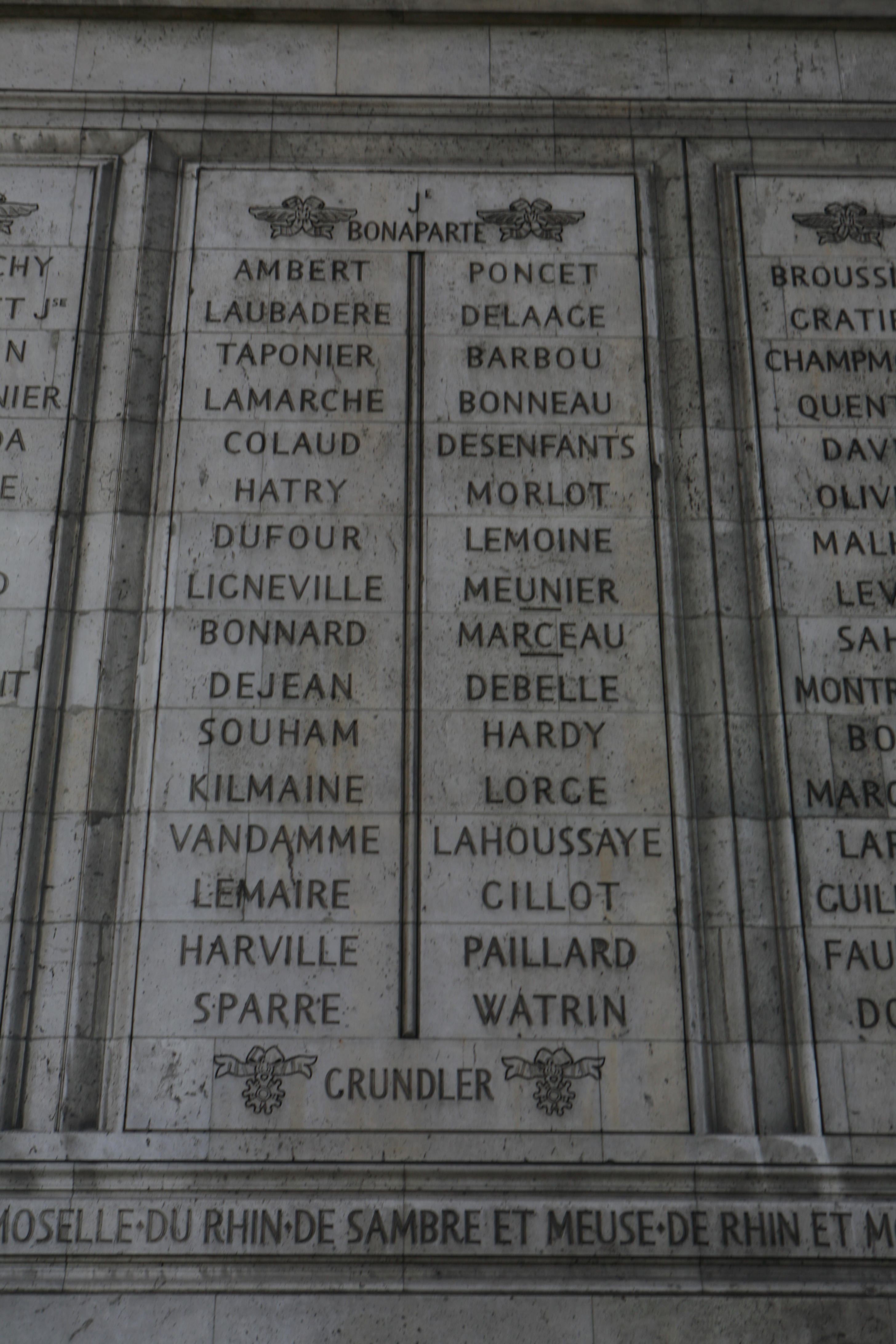
Noms gravés sous l'arc de triomphe de l'Étoile : pilier Nord, 5e et 6e colonnes.